# Steinebrunn TG
| TG ist das Kürzel für den Kanton Thurgau in der Schweiz. Es wird verwendet, um Verwechslungen mit anderen Einträgen des Namens Steinebrunn zu vermeiden. |

Steinebrunn ist eine Ortschaft in der politischen Gemeinde Egnach im Bezirk Arbon des Kantons Thurgau in der Schweiz.

## Geographie
Steinebrunn liegt an der Hauptstrasse Amriswil–Neukirch (Egnach)–Arbon und hat einen Bahnhof an der Bahnlinie St. Gallen–Romanshorn der Südostbahn.

## Geschichte

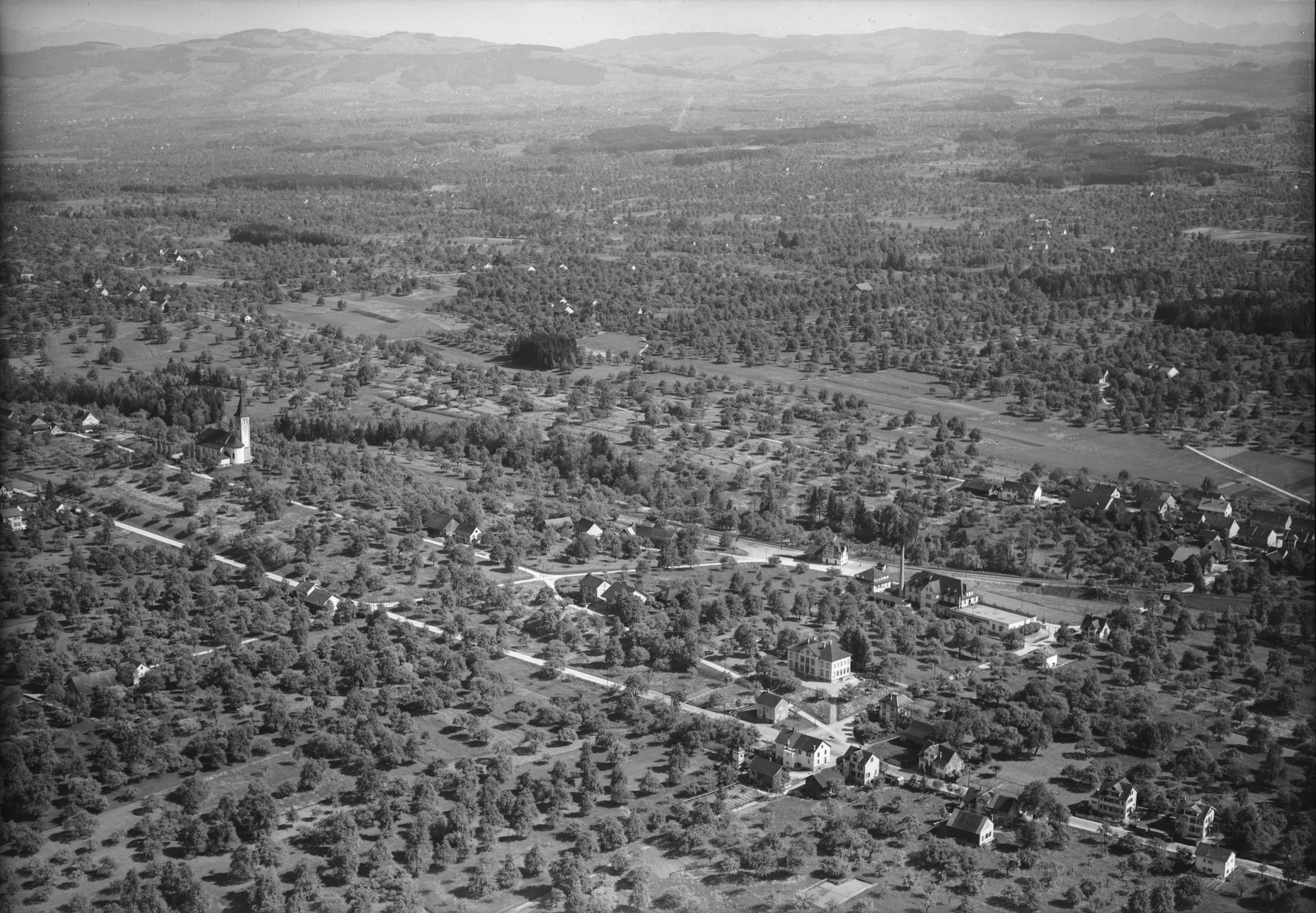
Egnach im Mai 1949

Die Siedlung wurde 1302 erstmals als Staibrunnen urkundlich erwähnt. Der Widumhof Steinebrunn war der Martinspfarrei Arbon zehntpflichtig. Steinebrunn gehörte zum Gericht Arbon, ab 1544 zum Gericht Egnach, das bis 1798 für das Hochstift Konstanz vom bischöflichen Obervogt verwaltet wurde.
Die Galluskapelle aus dem 13. Jahrhundert war von der Reformation bis 1674 geschlossen, dann wurde die Messe wieder gelesen. Der Bischof von Konstanz gestattete 1743 die Bildung einer Kaplanei. 1872 erfolgte die Gründung der Pfarrei und 1925 die Errichtung der katholischen Pfarrkirche St. Gallus auf dem Winzelnberg.
Neben Obst- und Weinbau wurde Ackerbau im Dreizelgensystem, im 19. Jahrhundert vermehrt Vieh- und Milchwirtschaft – ab 1864 mit einer Käserei – betrieben. Steinebrunn verfügt über eine Bahnstation an der 1910 eröffneten Bodensee-Toggenburg-Bahn. Auf dem Gelände der 1912 eröffneten Konservenfabrik entstand 1929 die Chemiefirma Radix AG. Die 1912 gegründete Stickerei Bickel & Co. beschäftigte 1975 41 Angestellte. 2007 erstellte die Alibona AG ein Käse-Reifungszentrum für 1530 Tonnen Käse. Ab 1970 wurden neue Einfamilienhausquartiere angelegt.

## Bevölkerung

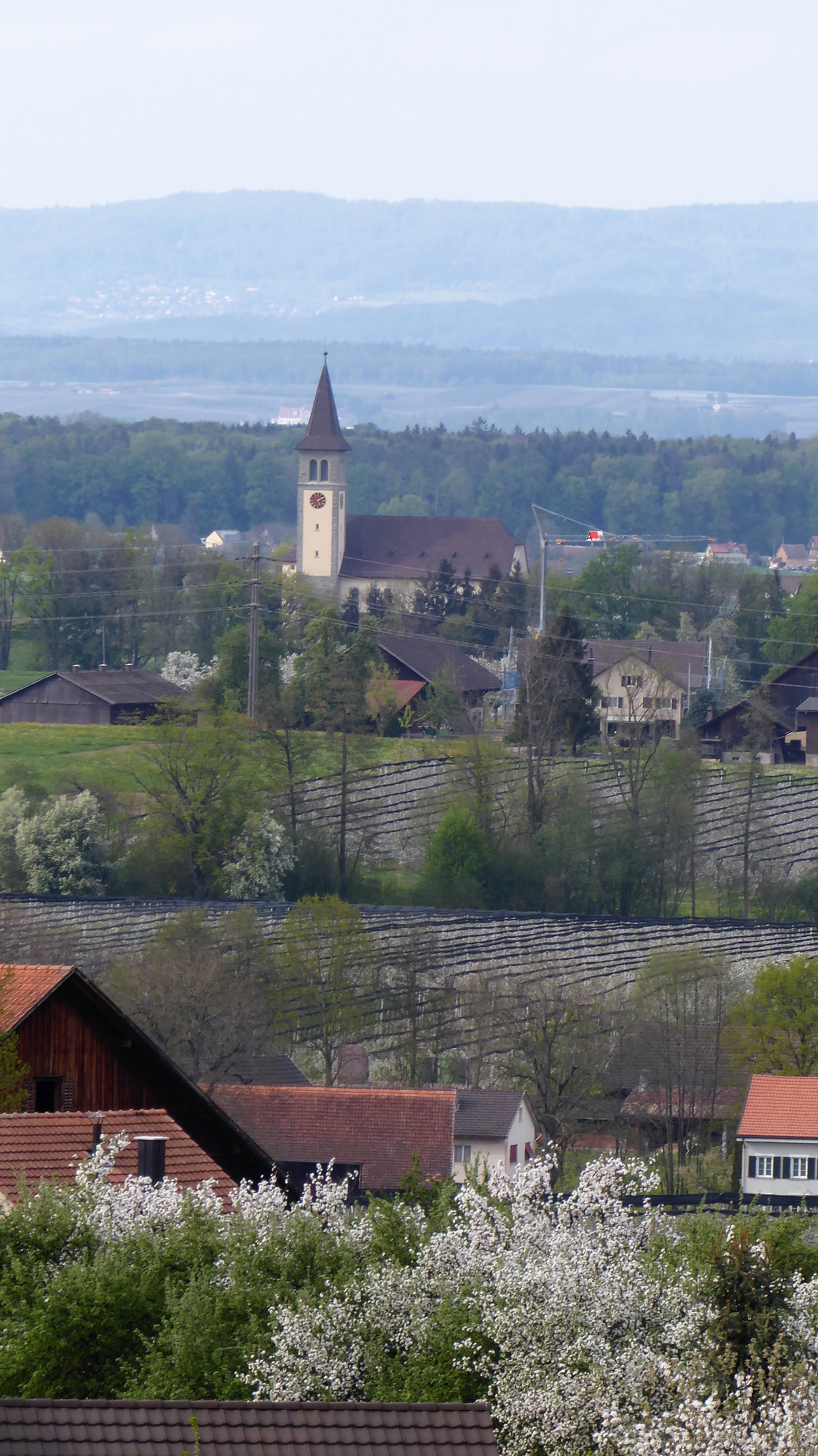
Die Steinebrunner Kirche ist wegen ihrer erhöhten Lage auf dem Winzelnberg weit herum sichtbar.

| Jahr      | 1880 | 1910 | 1962 | 1980 | 2005 |
| Einwohner | 187  | 258  | 308  | 283  | 336  |

## Bildung
In Steinebrunn gibt es eine Primarschule.

## Sehenswürdigkeiten
Das Dorf Steinebrunn ist im Inventar der schützenswerten Ortsbilder der Schweiz aufgeführt.

## Bilder

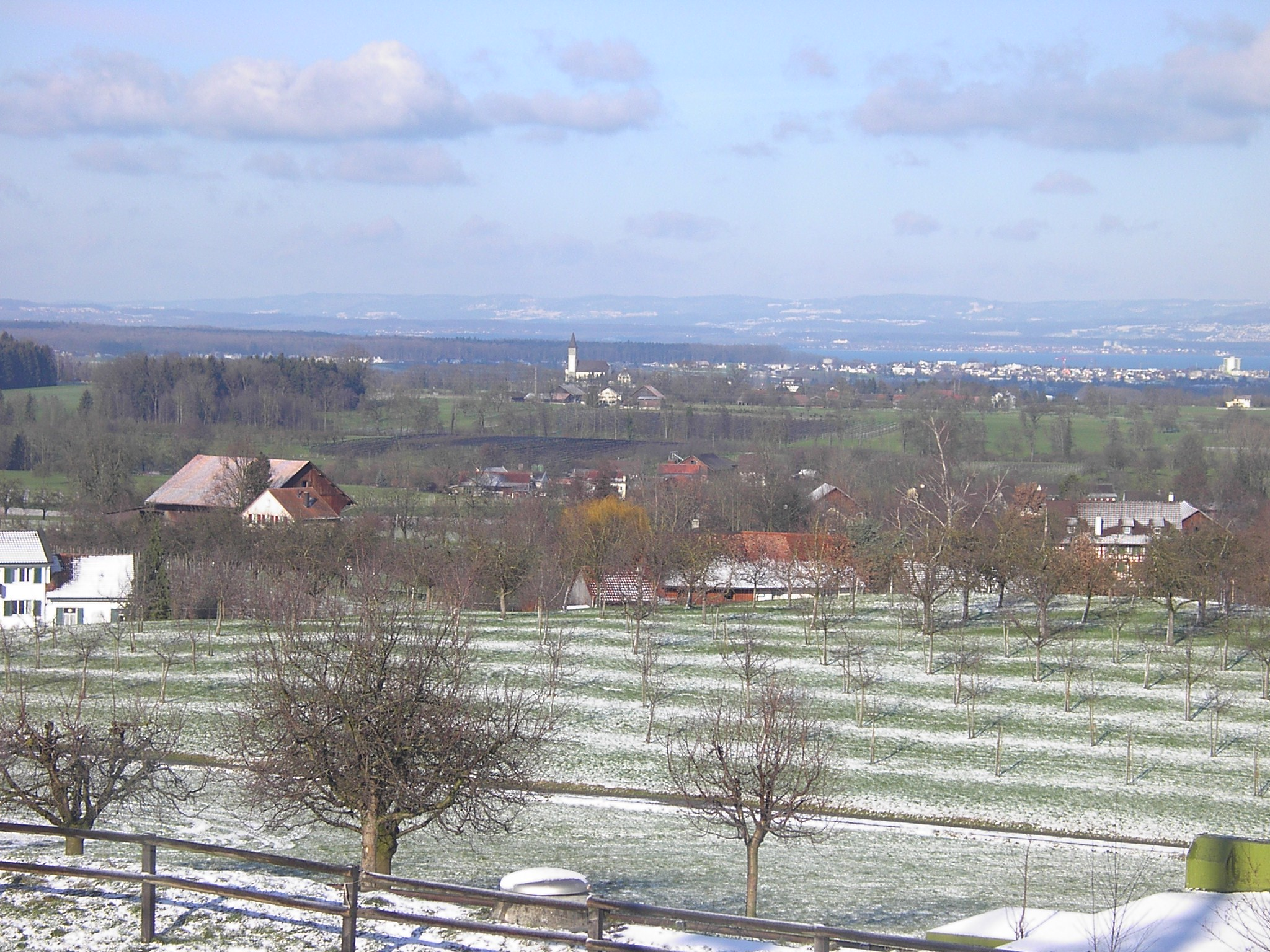
Pfarrkirche St. Gallus auf dem Winzelnberg
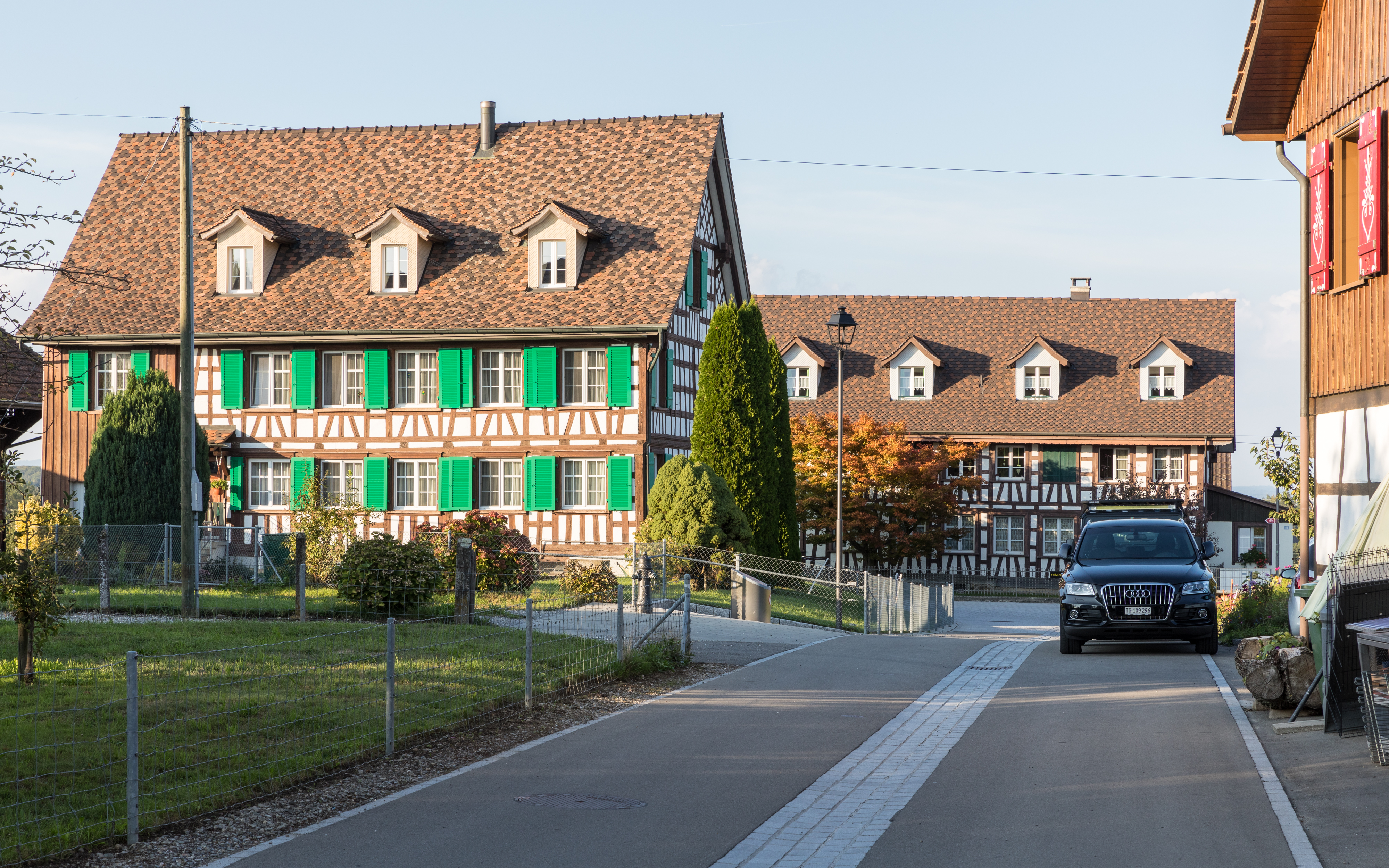
Riegelhäuser in Steinebrunn
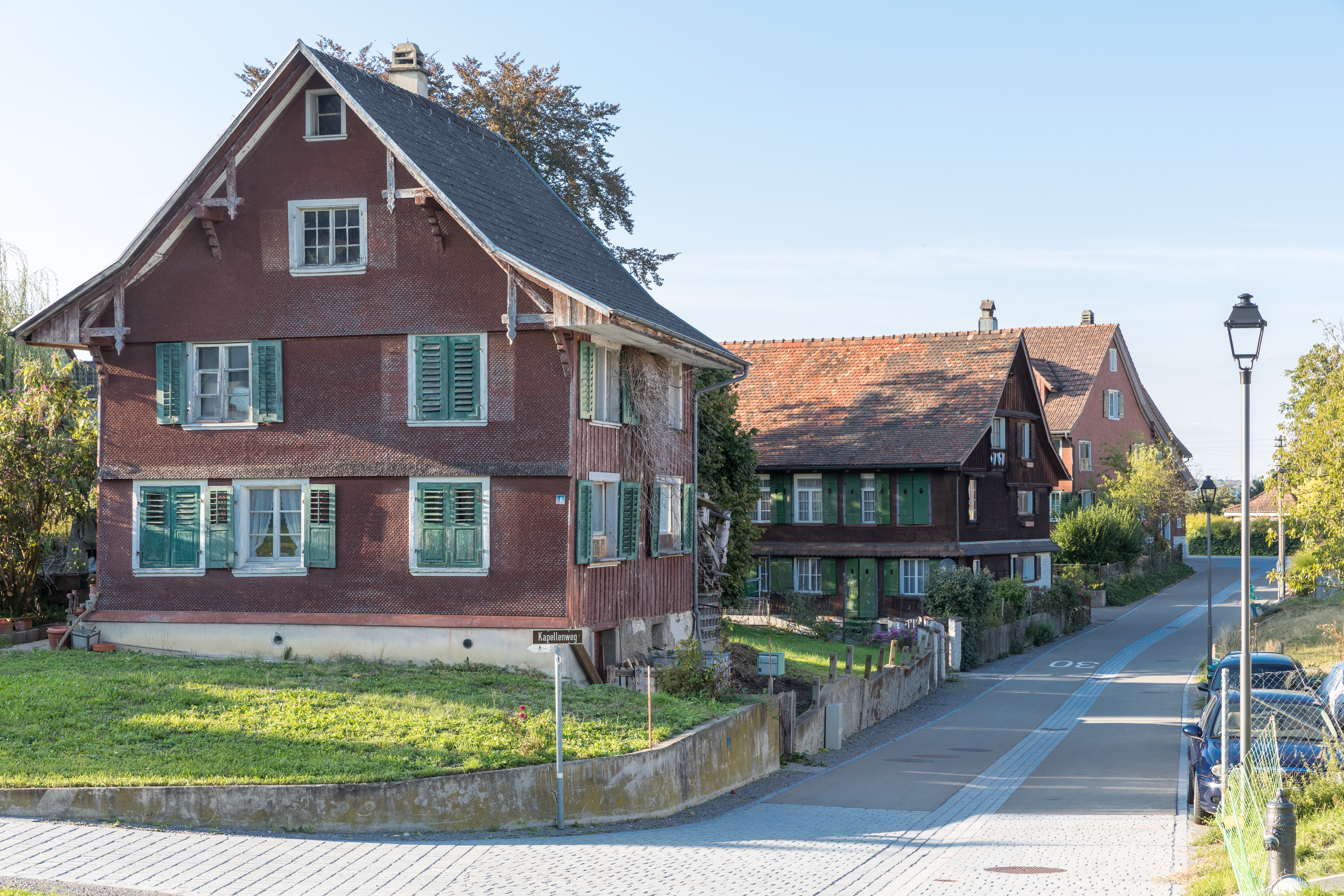
Unterdorf
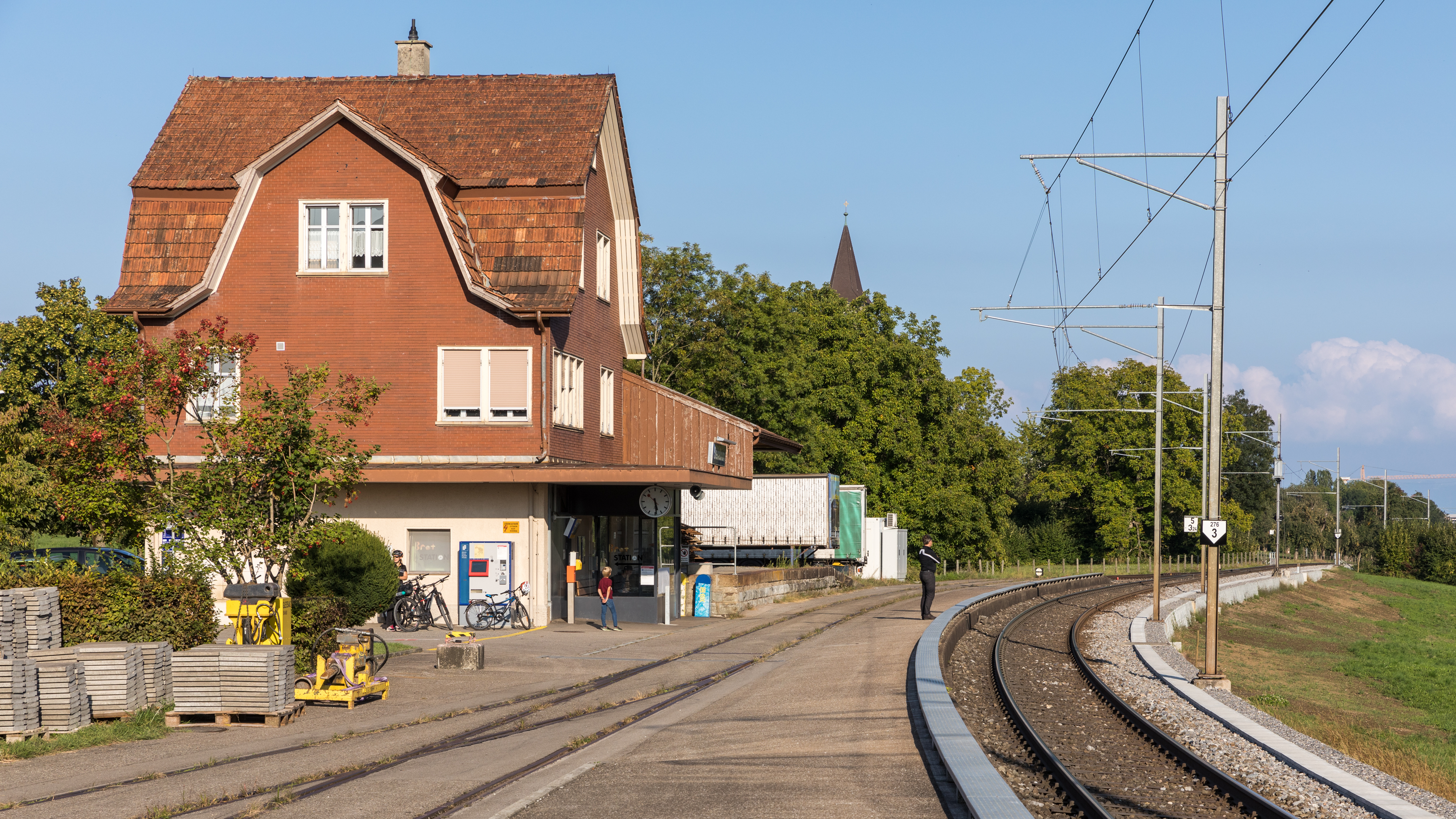
Bahnhofsgebäude mit Mansardendach und gekuppelten Fenstern